# Trois Jours à Quiberon
Pour plus de détails, voir Fiche technique et Distribution.
Trois Jours à Quiberon (Drei Tage in Quiberon) est un film dramatique franco-austro-allemand réalisé par Emily Atef, sorti le 13 juin 2018.

## Synopsis
1981. Pour une interview exceptionnelle et inédite sur l'ensemble de sa carrière, l'actrice Romy Schneider accepte de passer quelques jours avec le photographe Robert Lebeck et le journaliste Michael Jürgs du magazine allemand Stern  pendant sa cure à Quiberon. Cette rencontre va se révéler éprouvante pour la comédienne, qui se livre sur ses souffrances de mère et d'actrice mais trouve aussi dans sa relation affectueuse avec Lebeck une forme d'espoir et d'apaisement.

## Fiche technique
- Titre français : Trois Jours à Quiberon
- Titre original allemand : Drei Tage in Quiberon
- Réalisation : Emily Atef
- Scénario : Emily Atef
- Photographie : Thomas Kiennast
- Montage : Hansjörg Weissbrich
- Costumes :
- Décors : Silke Fischer
- Musique : Christoph Kaiser et Julian Maas
- Producteur : Karsten Stöter
  - Coproducteur : Sophie Dulac, Undine Filter, Michel Zana, Danny Krausz, Fred Prémel, Thomas Kral et Kurt Stocker
- Production : Rohfilm
- Distribution : Sophie Dulac Distribution
- Pays de production :  Allemagne,  Autriche et  France
- Langue originale : allemand
- Format : Noir et blanc - 2,35:1
- Genre : Drame
- Durée : 116 minutes
- Dates de sortie :
  - Allemagne : 
    - 19 février 2018 (Berlin)
    - 12 avril 2018 (en salles)

  - France : 13 juin 2018

## Distribution
- Marie Bäumer : Romy Schneider
- Birgit Minichmayr : Hilde Fritsch
- Robert Gwisdek : Michael Jurgs
- Charly Hübner : Robert Lebeck
- Denis Lavant : Le poète des rues
- Christopher Buchholz : Dr Frelin
- Vicky Krieps : La femme de chambre
- Vincent Furic : Dr Moriette
- Loïc Baylacq : Le propriétaire

## Production
La réalisatrice Emily Atef s'est inspirée des photos de Robert Lebeck et de l'entretien de Romy Schneider avec le journaliste du Stern pendant son séjour à Quiberon en 1981.

## Distinctions

### Récompenses
- 7 Lolas aux Deutscher Filmpreis 2018 (l'équivalent des Césars en France) :
  - Meilleur film
  - Meilleure réalisation pour Emily Atef
  - Meilleure actrice pour Marie Bäumer
  - Meilleure actrice dans un second rôle pour Birgit Minichmayr
  - Meilleur acteur dans un second rôle pour Robert Gwisdek
  - Meilleure photographie pour Thomas Kiennast
  - Meilleure musique pour Christoph Kaiser et Julian Maas
- 31e cérémonie des prix du cinéma européen : Prix du meilleur compositeur pour Christoph Kaiser et Julian Maas[1].

### Sélection
- Berlinale 2018 : en compétition[2],[3].

## Polémique
La fille de Romy Schneider, l'actrice Sarah Biasini, s'est dite scandalisée par le film. Elle qualifie le long-métrage « d’œuvre de fiction » et conteste notamment le fait que sa mère soit présentée comme une alcoolique : selon elle, la thalassothérapie qu'elle suivait tous les ans à Quiberon avait pour but de perdre du poids et pas de se défaire d'une éventuelle addiction,.
La réalisatrice, Emily Atef, s'en est défendue : « Je comprends qu'elle ait un problème avec le film, c'est sa maman (...). Ce n'est pas un film sur l'alcoolisme de Romy Schneider. C'est un film de cinéma »,.